# NGC 2720
NGC 2720 este o galaxie lenticulară situată în constelația Racul. A fost descoperită în 10 martie 1864 de către Albert Marth.